# Acrobyla
Acrobyla là một chi bướm đêm thuộc họ Erebidae.

## Các loài
- Acrobyla draudti (Brandt, 1939)
- Acrobyla eylandti (Christoph, 1884)
- Acrobyla kneuckeri Rebel, 1903